# Nathalie Schydlowsky
Nathalie Schydlowsky (født 2. december 1990) er en dansk tidligere barneskuespiller, der spillede Josefine og Oskars irriterende skolekammerat Emilie i julekalenderen Jesus og Josefine.